# Trio Asociat
Trio Asociat (în engleză Association Trio, în georgiană ასოცირებული ტრიო, în ucraineană Асоційоване Тріо) este un format trilateral pentru cooperare consolidată, coordonare și dialog între ministerele afacerilor externe din Georgia, Moldova și Ucraina, cei trei parteneri asociați ai UE, precum și cu Uniunea Europeană pe probleme de interes reciproc legate de integrarea statelor, inclusiv cooperarea în cadrul parteneriatelor estice de dragul aderării la Uniunea Europeană.
Participanții la format exprimă o poziție clară a aspirației celor trei state europene ale „Trio-ului asociat” de aderare la Uniunea Europeană și își reafirmă angajamentul de a continua progrese în punerea în aplicare a acordurilor de asociere cu UE, care,, nu este scopul final al relațiilor lor cu UE. În acest context, ei reamintesc că, conform articolului 49 din DUE, statele europene, Georgia, Republica Moldova și Ucraina au o perspectivă europeană și pot solicita aderarea la Uniunea Europeană, cu condiția ca toate criteriile necesare pentru aderarea la UE să fie întâlnit.
Prin coordonarea acțiunilor lor împreună, Ucraina, Georgia și Moldova se străduiesc să extindă posibilitățile acordurilor de asociere, să promoveze convergența sectorială cu UE (integrarea pe o piață digitală unică, uniunea energetică și vamală, ENTSO-E și, fără îndoială, cu spațiul Schengen; cooperare în domeniul transporturilor, acord verde, justiție și afaceri interne, comunicații strategice, sănătate, securitate și apărare) și integrare treptată pe piața internă a Uniunii Europene.

## Istorie
Memorandumul comun al miniștrilor afacerilor externe din Georgia, Moldova și Ucraina David Zalkaliani, Aureliu Choco și Dmitry Kuleba privind crearea formatului a fost semnat la 17 mai 2021 la Kiev, Ucraina.
Ministrul ucrainean de externe Dmitry a declarat că această inițiativă va ajuta cele trei țări să se deplaseze mai eficient împreună pe calea integrării europene:
| “ | Trio-ul asociat este mesajul nostru că nu există o alternativă la integrarea europeană pentru cele trei țări partenere și nici nu există o alternativă pentru Europa, deoarece acestea ar trebui să perceapă cele trei țări ale noastre ca pe un proiect serios de asigurare a păcii și prosperității în Europa. Ucraina, Georgia, Moldova au un statut special de parteneri asociați în relațiile noastre cu UE. Cu toții am făcut alegerea noastră europeană, am semnat Acordul de asociere și, bineînțeles, am dori să devenim membri ai UE în viitor. Am convenit astăzi să oficializăm acest statut și împreună să continuăm să ne îndreptăm către integrarea europeană. De asemenea, demonstrăm cu acest memorandum că Ucraina, Georgia și Moldova lucrează activ în vederea integrării europene și, împreună, vom merge spre soluții de succes în această direcție. Pe baza faptului că țările noastre se confruntă acum cu probleme serioase de securitate, am convenit să dezvoltăm o direcție sigură în activitatea noastră comună, pentru a menține stabilitatea în regiunea noastră. | ” |

Potrivit acestuia, „Trio-ul asociat” include trei elemente principale: structurarea consultărilor cu privire la integrarea europeană între cele trei ministere de externe, angajarea dialogului cu instituțiile europene și membrii UE și coordonarea pozițiilor țărilor în cadrul Parteneriatului estic.
La rândul său, vicepremierul, ministrul de externe al Georgiei, David Zalkaliani, a menționat că Ucraina, Georgia și Moldova au un obiectiv comun al viitoarei aderări la UE și ar dori să restabilească unitatea cu țările europene:
| “ | Prioritățile noastre includ extinderea dialogului trio-ului asociat cu Comisia Europeană privind cooperarea în transformarea digitală, economia verde, sectorul transporturilor și realizarea integrării maxime pe piața UE printr-un acord de asociere aprofundat, precum și aprofundarea cooperării noastre UE. | ” |

ÎN. despre. Prim-ministrul, ministrul afacerilor externe și integrării europene al Republicii Moldova, Aureliu Cioco, a declarat că prin semnarea memorandumului, cele trei țări și-au confirmat încă o dată intențiile europene, un mare interes față de obiectivele ambițioase ale parteneriatului estic și sunt gata să își realizeze contribuția la aceasta.
La 18 mai 2021, la Bruxelles, reprezentantul serviciului diplomatic al UE, Peter Stano, a declarat că Uniunea Europeană respectă și împărtășește angajamentul față de integrarea europeană a Ucrainei, Georgiei și Moldovei, a creat așa-numitul „Trio asociat”:
| “ | Uniunea Europeană recunoaște aspirațiile europene și alegerea europeană a partenerilor asociați - Georgia, Republica Moldova și Ucraina. Aceste țări sunt vecine apropiate ale UE și parteneri în Parteneriatul estic. Toți vecinii noștri sunt suverani și independenți. Respectăm alegerea lor, prioritățile politicii externe și obiectivele strategice, inclusiv semnarea unui memorandum între ei privind consolidarea cooperării în domeniul integrării europene. Uniunea Europeană sprijină fiecare dintre aceste țări în procesele lor de reformă și transformare, investind timp semnificativ, asistență financiară și tehnică pentru a oferi beneficii tangibile și pentru a îmbunătăți viața cetățenilor lor. Ne concentrăm pe implementarea deplină a acordurilor noastre de asociere respective pentru a profita din plin de oportunitățile lor. | ” |

## Mecanisme de cooperare
Conform intereselor comune ale integrării europene, participanții cooperează cu scopul de a-și consolida asocierea politică și integrarea economică cu UE, așa cum este stipulat în acordurile de asociere relevante, și de a promova noi oportunități în cadrul Parteneriatului estic. Participanții consideră că potențialul semnificativ pentru dezvoltarea în continuare a integrării statelor lor cu UE necesită ca instrumentele și domeniile de cooperare să răspundă nevoilor și capabilităților Trio-ului asociat, oferind mai multe oportunități pentru un dialog politic sporit, precum și o mai mare economie și integrare sectorială.
Procesul de integrare europeană va beneficia de o abordare bazată pe stimulente („mai mult pentru mai mult”) care vizează stabilirea unor standarde progresive pentru procesul de integrare și asigurarea unor câștiguri tangibile pentru societățile lor. Contribuția participanților la cooperare în cadrul Parteneriatului estic nu dăunează cooperării lor bilaterale cu UE în conformitate cu aspirațiile lor europene. De asemenea, subliniază importanța sprijinului UE pentru suveranitatea și integritatea teritorială a Georgiei, Moldovei și Ucrainei în cadrul granițelor lor recunoscute la nivel internațional, precum și consolidarea rezistenței acestora și combaterea provocărilor de securitate. Trio va continua să lucreze pentru a consolida rolul UE în promovarea soluționării pașnice a conflictelor în formate și platforme adecvate.
Având în vedere agenda ambițioasă și provocatoare de reformă europeană a statelor asociate Trio, statele recunosc rolul crucial al asistenței UE, în special prin instrumente financiare speciale, în conformitate cu nivelul lor de angajamente și obiective și în conformitate cu principiul condiționalității progresului reformei.

### Inițiative
Îndrumați de obiectivul de aprofundare a procesului lor de integrare europeană, precum și dorind să asigure dezvoltarea strategică a Parteneriatului estic, participanții au convenit să promoveze împreună următoarele obiective în dialogul cu instituțiile UE și statele membre ale UE:
- Extinderea agendei dialogurilor dintre Comisia Europeană și „Trio-ul asociat”, pe lângă problemele legate de ZLSAC, la noi domenii tematice pentru o cooperare consolidată, precum transportul, energia, transformarea digitală, economia verde, justiția și acasă afaceri, comunicări strategice, sănătate;
- Trecând dincolo de ZLSAC și dezvoltând instrumente suplimentare pentru a facilita și a accelera integrarea „trio-ului asociat” pe piața internă a UE;
- Consolidarea cooperării în materie de securitate și apărare cu UE, cu un accent deosebit pe combaterea amenințărilor hibride, consolidarea ciberneticii, dezvoltarea platformelor de cooperare cu Centrul Sintetic Nuclear Hibrid al UE și Agenția UE pentru Securitate Cibernetică, participarea la misiunile și operațiunile OPSS și participarea la proiecte permanente cooperare structurată (PESCO)
- Promovarea implicării în continuare a „trio-ului asociat” în cadrul programelor și instituțiilor UE;
- Sprijiniți mobilizarea unei asistențe puternice a UE pentru a sprijini reformele dificile ale Trio-ului asociat și asigurați-le accesul la fonduri și resurse alternative disponibile UE, inclusiv pentru implementarea proiectelor de interes comun;
- Coordonarea eforturilor comune în cadrul Parteneriatului estic pe baza aspirațiilor europene și a nevoilor comune ale trio-ului asociat.

### Modalități de cooperare
În scopul Asociat Trio, membrii au fost de acord să își intensifice colaborarea în următoarele moduri:
- Desfășurarea de consultări tripartite regulate și / sau speciale cu scopul de a examina evenimentele actuale sau de a discuta probleme specifice în cadrul integrării acestora cu UE, precum și cooperarea în cadrul Parteneriatului estic;
- Înființarea coordonatorilor „Trio asociat” în afaceri externe;
- Organizați reuniuni de coordonare ale „Trioului asociat” pe experți, înalți funcționari și, dacă este necesar, la nivel ministerial în ajunul evenimentelor importante de pe agenda parteneriatului estic, cu un accent deosebit pe evenimente la nivel înalt;
- Desfășurarea de demersuri diplomatice comune către instituțiile UE și statele membre ale UE cu privire la aspecte convenite în comun legate de aspirațiile lor europene, inițiative comune pentru integrarea europeană, precum și cooperarea în cadrul Parteneriatului estic;
- Realizarea unei comunicări publice coordonate cu privire la abordările comune legate de aspirațiile europene ale „Trio-ului asociat” și cooperarea în cadrul Parteneriatului estic, inclusiv evenimente și publicații ale experților;
- Dezvoltarea de noi platforme de dialog cu inițiativele regionale care implică statele membre ale UE, care vizează mobilizarea sprijinului pentru aspirațiile europene ale Trio-ului;
- Luarea în considerare a altor forme de cooperare, luând în considerare noile evoluții, nevoi și obiective strategice care rezultă din progresele în integrarea Trio din UE.

## Memorandum
Memorandum de înțelegere între Ministerul Afacerilor Externe din Georgia, Ministerul Afacerilor Externe și Integrării Europene al Republicii Moldova și Ministerul Afacerilor Externe al Ucrainei
Cu privire la stabilirea unei cooperări consolidate în probleme de integrare europeană — „Trio asociat”
Ministerele Afacerilor Externe din Georgia, Republica Moldova și Ucraina (denumite în continuare „Participanți”):
Luând în considerare alegerea europeană, aspirațiile europene și identitatea europeană a statelor lor,
Salutându-ne reciproc intenția de a deveni membru al Uniunii Europene,
Urmărind pe deplin valorile pe care se întemeiază Uniunea Europeană,
Având în vedere relația strânsă din punct de vedere istoric și legăturile strânse între Uniunea Europeană, statele sale membre și țările acestora, precum și dorința lor de a consolida și extinde relațiile cu ambiție și inovație,
Subliniind dreptul suveran al popoarelor noastre de a determina viitorul lor,
După ce a stabilit asociere politică și integrare economică cu UE pe baza acordurilor de asociere,
Recunoscând importanța strategică a parteneriatului estic și rămânând dedicat dezvoltării sale ulterioare,
Am ajuns la o înțelegere cu privire la următoarele:

 ... 